# 湛廬尾花介
湛廬尾花介（学名：Cytherura chanilua）为尾花介科尾花介屬下的一个种。